# Herménégilde Chiasson
Pour les articles homonymes, voir Chiasson.
Herménégilde Chiasson, né le 7 avril 1946 à Saint-Simon, au Nouveau-Brunswick (Canada), est un poète, dramaturge et réalisateur acadien. Il  est lieutenant-gouverneur du Nouveau-Brunswick de 2003 à 2009.
Officier de l'Ordre du Canada, chevalier de l'Ordre des Arts et des Lettres de la France, membre de la Société royale du Canada, de l'Ordre du Nouveau-Brunswick et de l’Ordre des francophones d'Amérique, il est considéré comme le père de la modernité acadienne.

## Biographie
Herménégilde Chiasson naît le 7 avril 1946 à Saint-Simon, au Nouveau-Brunswick. Il obtient un baccalauréat de l'Université de Moncton en 1967 et un autre en 1972 de l'Université Mount Allison de Sackville en arts visuels. Il obtient ensuite un diplôme d'études avancées en esthétique de l'École nationale supérieure des beaux-arts de Paris en 1977, une maîtrise en beaux-arts au Visual Studies Workshop de l'Université de Rochester en 1981 et un doctorat sur la photographie américaine après 1950, de l'Université de Paris I, en 1983.
Il occupe plusieurs postes dans des domaines variés parallèlement à ses études, comme enseignant au secondaire, rédacteur, journaliste, recherchiste puis réalisateur à Radio-Canada Acadie. Il est aussi chargé de cours à l'Université de Moncton à partir de 1973.
Herménégilde Chiasson se décrit lui-même avant tout comme un artiste visuel mais il crée aussi dans le domaine de la littérature, du cinéma, et du théâtre ; depuis la fin des années 1970, il se consacre surtout aux arts. Il aborde par le regard les différents arts, comme le démontre son premier recueil de poésie, Mourir à Scoudouc, publié en 1974, mais aussi ses œuvres subséquentes. Il décrit des scènes quotidiennes dans Existences (1991) et Miniature (1995), qui lui vaut le prix de poésie Terrasses Saint-Sulpice. Dans Conversations (1998) et Actions (2000), ses poèmes sont condensés dans une phrase ou deux alors qu'ils s'allongent et s'approchent de la satire dans Climats (1996). Sinon, il joue avec le lyrisme dans Vous (1991) et dans Béatitudes (2007), gagnant respectivement le prix France-Acadie et le prix Champlain. Il écrit la plupart du temps en prose et tend vers le récit, qui peut être poétique comme dans Légendes (2000) ou plutôt proche de l'essai comme Pour une culture de l'injure (1999) et parfois inspiré par son passé comme dans Brunante (2000), lauréat du prix Éloizes.
En 1975, il écrit sa première pièce de théâtre, Becquer Bobo, à la suite d'une commande du Département d'arts dramatiques de l'Université de Moncton. C'est toutefois le Théâtre l'Escaouette, fondé en 1978, qui va faire d'Herménégilde Chiasson son principal auteur à partir de 1980 avec la pièce Histoire en histoire, sur les défis qu'a dut affronter le gouverneur Nicolas Denys. Il écrit en tout une trentaine de pièces, que ce soit pour les enfants – Les Aventures de Mine de Rien (1980), Atarelle et les Pacmaniens (1983) – pour les adolescents – Pierre, Hélène et Michael (1990), Cap Enragé (1992) – ou les adultes – Aliénor (1997), Laurie ou la vie de galerie (1998), Pour une fois (1999), Le Christ est apparu au Gun Club (2003).
Herménégilde Chiasson a aussi participé à plus d'une centaine d'expositions de photographies et de peintures et il a réalisé une quinzaine de films.
Son œuvre est militante, est le fruit d'une réflexion parfois angoissée mais jamais désespérée, et s'inspire toujours de la question identitaire ou des préoccupations sociales. L'identité est d'ailleurs au cœur d'une correspondance qu'il entretient pendant un an avec la poète franco-ontarienne Andrée Lacelle, publiée dans les pages de la revue Francophonies d'Amérique en 1998.
De 2003 à 2009, il a exercé la fonction de lieutenant-gouverneur du Nouveau-Brunswick au terme du mandat de Marilyn Trenholme Counsell. Graydon Nicholas lui succcède.

## Dans la culture
Herménégilde Chiasson et son œuvre Mourir à Scoudouc sont mentionnés dans le recueil de poésie La terre tressée, de Claude Le Bouthillier.
Il est considéré comme le père de la modernité de l'Acadie.

## Œuvres

### Récit
- Brunante, Montréal, Éditions XYZ, 2000, 129 p.  (ISBN 2-89261-268-3).

### Essais
- Miniatures, Moncton, Éditions Perce-Neige, 1995, 125 p.  (ISBN 2-920221-40-X).
- (12) abécédaires : 12 x 36 = 312, Sudbury, Éditions Prise de parole, 2017, 307 p.  (ISBN 9782894239933).

### Poésie
- Mourir à Scoudouc, Moncton, Éditions d'Acadie, 1974, 63 p.  (ISBN 2760000435).
- Rapport sur l'état de mes illusions, Moncton, Éditions d'Acadie, 1976, 67 p. (polycopié).
- Prophéties, Moncton, Michel Henry éditeur, 1986, 77 p.  (ISBN 289368002X).
- Vous, Moncton, Éditions d'Acadie, 1991, 168 p.  (ISBN 2760001822).
- Existences, Trois-Rivières, Écrits des Forges, 1991, 65 p.  (ISBN 2890462285).
  - Moncton, Perce-Neige, 1991, 65 p.  (ISBN 2920221183).
- Vermeer, Trois-Rivières, Écrits des Forges, 1992, 101 p.  (ISBN 2-89046-290-0).
  - Moncton, Perce-Neige, 1992, 101 p.  (ISBN 2-920221-22-1).
- Conversations, Moncton, Éditions d'Acadie, 1998, 154 p.  (ISBN 2-7600-0343-4).
- Lieux provisoires, estampes par Aline Beaudoin, Trois-Rivières, A. Beaudoin, 1998, 8 f.  (ISBN 2-921635-23-2).
- Climats, Moncton, Éditions d'Acadie, 1999, 129 p.  (ISBN 9782760003187).
- Actions, Montréal, Éditions Trait d'union, « coll. Filigranes », 2000, 137 p.  (ISBN 2-922572-58-7).
- Légendes, Québec, Éditions J'ai VU, 2000, 46 p.  (ISBN 2-922763-01-3).
- Marinetti, avec Yolande Villemaire, Trois-Rivières, Lèvres urbaines, 2000, 60 p.  (ISBN 2890466027).
- Émergences, Ottawa, Éditions L'Interligne, « coll. BCF», 2003, 113 p.  (ISBN 2-921463-57-1).
- L'oiseau tatoué, illustré par David Lafrance, Montréal, La Courte Échelle, 2003.  (ISBN 2-89021-675-6).
- Répertoire, Trois-Rivières, Écrits des Forges, 2003, 133 p.  (ISBN 2-89046-754-6).
  - Chaillé-sous-les-Ormeaux, Le Dé bleu, 2003, 133 p.  (ISBN 2-84031-178-X).
- Parcours, Moncton, Éditions Perce-Neige, 2005, 80 p.  (ISBN 2-922992-24-1).
- Béatitudes, Sudbury, Éditions Prise de parole, 2007, 118 p.  (ISBN 978-28-94231-90-6).
- Solstices, Sudbury, Éditions Prise de parole, 2009, 134 p.  (ISBN 978-28-94232-36-1).
- HistoireS, Sudbury, Éditions Prise de parole, janvier 2014.  (ISBN 978-28-94239-11-7).
- EspaceS, Sudbury, Éditions Prise de parole, février 2014.  (ISBN 978-28-94239-17-9).
- RefrainS, Sudbury, Éditions Prise de parole, mars 2014.  (ISBN 978-28-94239-18-6).
- MotS, Sudbury, Éditions Prise de parole, avril 2014.  (ISBN 978-28-94239-19-3).
- ÉnigmeS, Sudbury, Éditions Prise de parole, mai 2014.  (ISBN 978-28-94239-20-9).
- NostalgieS, Sudbury, Éditions Prise de parole, juin 2014.  (ISBN 978-28-94239-21-6).
- ÉmotionS, Sudbury, Éditions Prise de parole, juillet 2014.  (ISBN 978-28-94239-22-3).
- GesteS, Sudbury, Éditions Prise de parole, août 2014.  (ISBN 978-28-94239-23-0).
- IdentitéS, Sudbury, Éditions Prise de parole, septembre 2014.  (ISBN 978-28-94239-24-7).
- LectureS, Sudbury, Éditions Prise de parole, octobre 2014.  (ISBN 978-28-94239-25-4).
- DécoupageS, Sudbury, Éditions Prise de parole, novembre 2014.  (ISBN 978-28-94239-26-1).
- ExcuseS, Sudbury, Éditions Prise de parole, décembre 2014.  (ISBN 978-28-94239-27-8).
- Autoportrait, Sudbury, Éditions Prise de parole, décembre 2014.  (ISBN 978-28-94239-33-9).
- Trajets, trajectoires, traversées, Saint-Sauveur-des-Monts, Éditions de la Grenouillère, 2018, 128 p.  (ISBN 9782924758137).
- Voyages & rêves, Moncton, Arctic owl reading series, janvier 2018 (édition limitée à 125 exemplaires).

### Théâtre
- Atarelle et les Pakmaniens, Moncton, Michel Henry éditeur, 1986, 58 p.  (ISBN 2893680011).
- L'exil d'Alexa, Moncton, Éditions Perce-Neige, 1993, 80 p.  (ISBN 2-920221-41-8).
- Aliénor, Moncton, Éditions d'Acadie, 1998, 104 p. (ISBN 978-27-60003-60-6).
- Laurie, ou la vie de galerie, Sudbury, Éditions Prise de parole, 2002, 109 p.  (ISBN 9782894232859).
- Le Christ est apparu au gun club, Sudbury, Éditions Prise de parole, 2005, 105 p.  (ISBN 978-28-94231-88-3).
- Le cœur de la tempête, avec Louis-Dominique Lavigne, Sudbury, Éditions Prise de parole, 2010, 104 p.  (ISBN 978-2-89423-240-8).
- Pierre, Hélène et Michael suivi de Cap Enragé, Sudbury, Éditions Prise de parole, 2012, 161 p.  (ISBN 978-2-89423-279-8).
- L'art de s'enfuir, Moncton, Éditions Perce-Neige, 2023, 120 p.  (ISBN 9782896914449)

### Collaborations
- L'antilivre, avec Jacques Savoie et Gilles Savoie, illustrateur, Moncton, Éditions de l'étoile magannée, 1972.
- Les Acadiens. Piétons de l'Atlantique, avec Antonine Maillet, Barry Ancelet, Zacharie Richard et Catherine Petit, essai, Paris, ACE éditeur, 1984.
- Claude Roussel, avec Patrick Condon Laurette, Moncton, Éditions d'Acadie, 1985, 106 p.  (ISBN 2760001156).
- Le tapis de Grand-Pré, avec Réjean Aucoin et Jean-Claude Tremblay, illustrateur, Éditions pedagogiques de la Nouvelle-Écosse, 1986, 52 p.  (ISBN 0919937187).
- L'événement Rimbaud, avec Gérald LeBlanc et Claude Beausoleil, Moncton, Éditions Perce-Neige, 1991, 104 p.  (ISBN 2920221191).
  - Trois-Rivières, Écrits des Forges, 1991, 104 p.  (ISBN 2890462358).
- Contes d’appartenance, avec Jean Marc Dalpé, Yvan Bienvenue, Louis Patrick Leroux, Manon Beaudoin, Marc Prescott, Éditions Prise de parole, 1999.
- Pour une culture de l'injure, avec Pierre Raphaël Pelletier, essai, Ottawa, Éditions du Nordir, 1999, 101 p.  (ISBN 2-921365-92-8).
- En marge, et al., Trois-Rivières, Éditions d'art Le Sabord, 1999, 52 p.  (ISBN 2-9804048-6-1).
- Extensions intimes, et al., Sudbury, Éditions Prise de Parole, 2001, 111 p.  (ISBN 2-922265-18-8).
- Le cœur de la tempête, avec Louis-Dominique Lavigne, Sudbury, Éditions Prise de parole, 2010.  (ISBN 978-28-94232-40-8).

### Filmographie — Réalisateur
- 1985 : Cap Lumière, (Meilleure cinématographie au Festival du film et de la vidéo de l'Atlantique à Halifax) ;
- 1985 : Toutes les photos finissent par se ressembler, ONF, (Prix d'excellence au Festival du film et de la vidéo de l'Atlantique à Halifax) ;
- 1987 : Le Grand Jack (Jack Kerouac's Road - A Franco-American Odyssey), ONF, (Silver Apple Award à Oakland) et (Prix d'excellence au Festival du film et de la vidéo de l'Atlantique à Halifax) ;
- 1987 : Madame Latour, (Golden Sheaf Award au Festival du film de la Saskatchewan) et 'Meilleure cinématographie au Festival du film et de la vidéo de l'Atlantique à Halifax) ;
- 1989 : Le Taxi Cormier, Productions du Phare-Est inc. et ONF, (Prix au Festival du film et de la vidéo de l'Atlantique à Halifax) ;
- 1989 : Robichaud ;
- 1991 : Marchand de la mer, Productions du Phare-Est inc. et ONF ;
- 1995 : Les années noires, ONF ;
- 1995 : Acadie à venir, ONF ;
- 1996 : Épopée, ONF, (Meilleur film documentaire au Festival international du film francophone de Namur) ;
- 2002 : Ceux qui attendent, ONF.

## Prix et honneurs
- 1986 : Prix France-Acadie[1]
- 1990 : Chevalier de l'Ordre français des Arts et des Lettres[1]
- 1992 : Prix France-Acadie pour VOUS et l'ensemble de l'œuvre littéraire[1]
- 1993 : Membre de l’Ordre des francophones d'Amérique[1]
- 1993 : Prix des Terrasses Saint-Sulpice/Estuaire
- 1996 : Grand prix TV5 du documentaire au festival de Namur en Belgique pour Épopée
- 1999 : Membre de l'Académie royale du Canada
- 1999 : Doctorats d'honneur de l'Université de Moncton
- 1999 : Prix littéraire du Gouverneur général en poésie[1]
- 1999 : Grand Prix de la francophonie canadienne[1]
- 1999 : Prix du Gouverneur-Général en poésie pour Conversations[6]
- 2000 : Prix Éloizes en littérature (Brunante), en arts visuels (Il n'y a pas de limites) et en théâtre (Pour une fois)
- 2002 : Prix Pascal Poirier du Conseil des arts du Nouveau-Brunswick pour l'ensemble de l'œuvre littéraire
- 2003 : Prix littéraire Antonine Maillet - Acadie-Vie[1]
- 2003 : Ordre du mérite de l'Université de Moncton
- 2004 : Membre de l'Ordre du Nouveau-Brunswick
- 2004 : Doctorats d'honneur de l'Université Mount Allison[7]
- 2006 : Prix Gascon-Thomas de l'École nationale de théâtre du Canada[8]
- 2006 : Grand Prix de poésie international Léopold Sedar Senghor
- 2008 : Doctorats d'honneur de l'Université Laurentienne
- 2009 : Diplôme honorifique en littérature de l’Université de Moncton[1]
- 2010 : Membre de la Société royale du Canada[9]
- 2010 : Chevalier de l'Ordre de la Pléiade
- 2011 : Officier de l'Ordre du Canada
- 2011 : Prix Molson du Conseil des arts du Canada
- 2011 : Doctorats d'honneur de l'Université McGill
- 2012 : Grand Officier de l'Ordre du Mérite français
- 2013 : Doctorats d'honneur de l'Université St-Thomas
- 2017 : Prix Strathbutler de la Sheila Hugh Mckay Foundation[10]